# Вернер Гертс
Вернер Гертс (нім. Werner Görts, нар. 15 січня 1942, Вупперталь) — німецький футболіст, що грав на позиції нападника, насамперед, за клуб «Вердер».

## Ігрова кар'єра
У дорослому футболі дебютував 1963 року виступами за «Баєр 04», в якому провів два сезони, взявши участь у 44 матчах чемпіонату. 
Протягом 1965—1966 років захищав кольори «Боруссії» (Нойнкірхен).
1966 року перейшов до бременського «Вердера», за який відіграв 12 сезонів. Більшість часу, проведеного у складі «Вердера», був основним гравцем атакувальної ланки команди. Наприкінці 1960-х був її основним бомбардиром, утім згодом його результативність дещо погіршилася. Завершив професійну кар'єру футболіста виступами за команду «Вердер» у 1978 році.